# Endoxyla coscinopa
Endoxyla coscinopa is een vlinder uit de familie van de Houtboorders (Cossidae). De wetenschappelijke naam van de soort is voor het eerst gepubliceerd in 1901 door Oswald Bertram Lower.
De soort komt voor in West-Australië.